# Sophrolaeliocattleya
× Sophrolaeliocattleya (abreviado Slc.) en el comercio.
Es un híbrido intergenérico que se produce entre los géneros de orquídeas Sophronitis, Laelia y Cattleya.

## Características
Sophrolaeliocattleya  muestra la fuerte influencia  del género Sophronitis ya que sus flores tienden a tener color  entre el naranja y el amarillo y a ser más pequeñas y compactas como ocurre en el género Sophronitis.
En 2008, el género Sophronitis se fusionó con Cattleya, haciendo desaparecer los notogéneros Sophrolaeliocattleya y Sophrocattleya. Al mismo tiempo, varias especies de Cattleya muy usadas en hibridación fueron desplazadas al nuevo género Guarianthe.